# Min (kincstárnok)
Min ókori egyiptomi kincstárnok volt a XVIII. dinasztia idején, III. Thotmesz uralkodása alatt.
Szobekhotep kincstárnok apja. Említése fennmaradt fia sírjában és szobrain. Sok más újbirodalmi hivatalnokhoz hasonlóan neki is kápolnája épült Gebel esz-Szilszilében. Min sírja Thébában volt; még nem sikerült azonosítani, de Thébából kerültek elő nevével ellátott sírkúpok, ami bizonyítja, hogy itt temették el, mert a sírkúpok a thébai sírkápolnák jellemzői voltak. 

## Fordítás
- Ez a szócikk részben vagy egészben  a   Min (treasurer) című angol Wikipédia-szócikk ezen változatának fordításán alapul.  Az eredeti cikk szerkesztőit annak laptörténete sorolja fel. Ez a jelzés csupán a megfogalmazás eredetét és a szerzői jogokat jelzi, nem szolgál a cikkben szereplő információk forrásmegjelöléseként.